# Manoel Villar
Manoel da Rocha Villar (, 21 de novembro de 1912 — , 15 de outubro de 2012) foi um nadador brasileiro, que participou de duas edições dos Jogos Olímpicos pelo Brasil.

## Trajetória esportiva
Manoel Villar foi, aos 21 anos, recordista brasileiro dos 4x200 metros nado livre, e campeão da Marinha do Brasil em 1931 e 1932, nos 100 metros nado livre e nos 800 metros nado livre.
Nas Olimpíadas de 1932, em Los Angeles, foi à final dos 4x200 metros nado livre, junto com Manoel Lourenço Silva, Isaac Moraes e Benvenuto Nunes, terminando em sétimo lugar. Também nadou os 100 metros livre, não chegando à final da prova.
Nas Olimpíadas de 1936, em Berlim, nadou os 400 metros, 1500 metros e 4x200 metros livres, não chegando à final das provas.